# سما جهانباز
سما جهانباز یا سما سمیران جهانباز، دختر ۲۲ سالهٔ اهل اصفهان، که در ۲۵ تیر ۱۴۰۱، در شیراز ناپدید شد. وی که برای فروش طلا به کوی معالی‌آباد رفته بود، پس از گفتگوی کوتاهی با مادرش که گفته بود «تا ده دقیقه دیگر بازمی‌گردد»، گوشی‌اش خاموش شد و دیگر نشانی از او به‌دست نیامد.

## روند پرونده
بر پایهٔ فیلم‌های دوربین‌ها، مردی با پیراهن سرخ پیش از آمدن و پس از رفتن سما از طلافروشی، به دنبال او بوده است. این مرد بازداشت ولی چون مدارک بسنده نبود، آزاد شد. خانوادهٔ سما گفتند که پلیس و دادسرا تاکنون ۱۱ مظنون را بازجویی کرده‌اند که ۱۰ تن آزاد و فقط یکی‌شان در بازداشت موقت مانده است.
در سال ۱۴۰۲، پیکری سوخته پیرامون قم یافت شد که گمان آن می‌رفت پیکر سما باشد، ولی آزمایش DNA این گمان را نپذیرفت. همچنین چندین بار کسانی ناشناس به پدر سما و دوستان خانوادگی‌اش زنگ زدند و در آن خواستار دریافت پول در برابر آزادی سما شده بودند؛ این رخداد، گمانه‌زنی‌هایی دربارهٔ ربایش سازمان‌یافته را نیرو بخشید.

## گمانه‌زنی پیوند با پرونده‌های دیگر
پدر سما گمان برده است که این پرونده با قاچاق انسان در پیوند باشد و به‌ویژه آن را به داستان ربایش دختری به‌نام «وحیده نيازی» پیوند زده است؛ این پرونده دربرگیرنده بُردن زنان و دختران به کشورهای همسایه برای بهره‌وری بوده است.

## واکنش رسانه‌ای
پروندهٔ سما جهانباز واکنش‌های گسترده‌ای را در شبکه‌های اجتماعی برانگیخت. کارزاری با نام #عدالت_برای_سما راه افتاد که خواستار روشن‌گری و کار پیگیرانه‌تر نهادهای دست‌اندرکار بود. خانوادهٔ او بارها با رسانه‌ها گفت‌وگو کرده و از فشار روانی برخاسته از بی‌فرجامی کار، خرده گرفته‌اند.

## پیگیری‌ها
در ۱۶ تیر ۱۴۰۴ پدر سما جهانباز به رسانه‌ها  گفت: شاید سما زنده باشد و در افغانستان به همسری کسی درآمده باشد و یا در یک زندان، زندگی کند ولی نمی‌توان صددرصد در این باره این گمانه‌زنی‌ها سخن گفت.